# Maryland Army National Guard
La Maryland Army National Guard è una componente della Riserva militare della Maryland  National Guard, inquadrata sotto la U.S. National Guard. Il suo quartier generale è situato presso la città di Baltimora.

## Organizzazione
Attualmente, al 1 Gennaio 2018, sono attivi i seguenti reparti :

### Joint Forces Headquarters
- JFHQ, Army Element
- 291st Digital Liasion Team
- 29th Mobile Public Affairs Detachment
- Medical Detachment
- Training Center, Gunpowder
- 229th Band
- 32nd Civil Support Team (WMD)
- Recruiting and Retention Battalion
- Recruit Sustainment Program
- 29th Long Range Surveillance Detachment - Aberdeen Providing Ground

### 29th Infantry Division
- Division Headquarters and Headquarters Battalion
  - Detachment 1, Headquarters and Support Company - Laurel
  -  Company B (-) (Intelligence & Sustainment) - Laurel
  -  Company C (-) (Signal) - Cheltenham

### 58th Expeditionary Military Intelligence Brigade
- Headquarters & Headquarters Company - Towson
- 729th Forward Support Company - Ellicott City
- 29th Military Police Company - Wenstminster
- 110th Information Operations Battalion - Sotto il controllo operativo del 56th Theater Information Operations Group, Washington Army National Guard
  -  Headquarters & Headquarters Company - Annapolis
- 629th Expeditionary Military Intelligence Battalion[2]
  -  Headquarters & Headquarters Company - Ft. Meade
  -  Company A - (CI & HUMINT)
  -  Company B - (IO)
- Company B, 2nd Battalion, 20th Special Forces Group - Glen Arm
- SOD-O, Special Operations Detachment NATO - Laurel

### Expeditionary Combat Aviation Brigade, 29th Infantry Division
- Headquarters & Headquarters Company - Aberdeen Proving Ground
- Aviation Support Facility #1 -  Weide AHP, Aberdeen Proving Ground
- Aviation Support Facility #2 - Phillips Army Airfield, Aberdeen Proving Ground
- 2nd Battalion, 224th Aviation Regiment (Assault Helicopter) - Virginia Army National Guard
  -  Company C - Weide AAF - Equipaggiato con 10 UH-60L 
    - Detachment 1, HHC, 2nd Battalion, 224th Aviation Regiment (Assault Helicopter)
    - Detachment 1, Company D (AVUM), 2nd Battalion, 224th Aviation Regiment (Assault Helicopter)
    - Detachment 1, Company E (Forward Support), 2nd Battalion, 224th Aviation Regiment (Assault Helicopter)
- 1st Battalion, 111th Aviation Regiment (General Support) - Florida Army National Guard
  -  Company F (ATS) - Weide AAF
    - Detachment 4, Company E (Forward Support), 1st Battalion, 111th Aviation Regiment (General Support)
- 1st Battalion, 224th Aviation Regiment (Security & Support) - Sotto il controllo operativo della Expeditionary Combat Aviation Brigade, 42nd Infantry Division, New York Army National Guard
  -  Headquarters & Headquarters Company - Weide AAF
  - Company A (-) - District of Columbia Army National Guard
    - Detachment 1 - Weide AAF - Equipaggiato con 2 UH-72A 

  - Company B (-) - West Virginia Army National Guard
  - Company C (-) - New Jersey Army National Guard
  - Company D (-) (MEDEVAC) - District of Columbia Army National Guard
- Company C (-) (MEDEVAC), 1st Battalion, 169th Aviation Regiment (General Support) - Weide AAF - Equipaggiato con 4 UH-60L 
  - Detachment 3, HHC, 1st Battalion, 169th Aviation Regiment (General Support)
  - Detachment 3, Company D (AVUM), 1st Battalion, 169th Aviation Regiment (General Support)
  - Detachment 3, Company E (Forward Support), 1st Battalion, 169th Aviation Regiment (General Support)
- Company B, 3rd Battalion, 126th Aviation Regiment (General Support) - Weide AAF - Equipaggiato con 6 CH-47F 
  - Detachment 1, HHC, 3rd Battalion, 126th Aviation Regiment (General Support)
  - Detachment 1, Company D (AVUM), 3rd Battalion, 126th Aviation Regiment (General Support)
  - Detachment 1, Company E (Forward Support), 3rd Battalion, 126th Aviation Regiment (General Support)
- Detachment 2, Company C, 2nd Battalion, 641st Aviation Regiment (Theater) - Philips AAF - Equipaggiato con 1 C-12T
- Detachment 13, Operational Support Airlift Command
- Company C (Network Signal), 248th Aviation Support Battalion
- Detachment 2, Company B (AVIM), 642nd Aviation Support Battalion - Weide AAF
- Headquarters, Aviation Depot Maintenance Roundout Unit (ADMRU) - Aberdeen Proving Ground

### 58th Troop Command
- Headquarters & Headquarters Company - Laurel
- 581st Troop Command Battalion
  -  Headquarters & Headquarters Company - Hagerstown
  - 243rd Engineer Platoon (Equipment Support)
  -  244th Engineer Company (Vertical Construction) - Baltimora
  -  253rd Engineer Company (Sapper) - La Plata
  -  231st Chemical Company - Greenbelt
- 1st Battalion, 175th Infantry Regiment - Sotto il controllo operativo della 2nd Brigade, 28th Infantry Division, Pennsylvania Army National Guard
  -  Headquarters & Headquarters Company - Dundalk
  -  Company A - Frederick
  -  Company B - Silver Spring
  -  Company C - Glen Burnie
  -  Company D (-) (Weapons) - Elkton
    - Detachment 1 - Easton

  -  Company H (Forward Support), 128th Brigade Support Battalion - Dundalk
- 115th Military Police Battalion
  - Headquarters & Headquarters Detachment - Salisbury
  -  200th Military Police Company - Catonsville
  -  290th Military Police Company - Parkville
- 1297th Combat Sustainment Support Battalion
  -  Headquarters & Headquarters Company - Havre de Grace
  -  1729th Maintenance Company - Havre de Grace
  -  1229th Transportation Company (Light-Medium Truck) - Baltimora
  -  729th Quartermaster Composite Supply Company - Middle River
  -  104th Area Support Medical Company - Reisterstown
  -  224th Area Support Medical Company - Gaithersburg
- Detachment 1 (TUAS), Troop D (Regimental Military Intelligence), Regimental Engineer Squadron - Sotto il controllo operativo della 278th Cavalry Brigade Combat Team, Tennessee Army National Guard

### 1100th Theater Aviation Sustainment Maintenance Group
- Headquarters & Headquarters Detachment - Aberdeen Proving Groung
- Company A (Aviation Support)
- Company B (Ground Support)